# Chytridiomycety

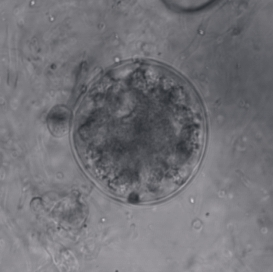
Chytridiomyceta Spizellomycete

Chytridiomycety (Chytridiomycota) je oddělení primitivních hub, zpravidla označované za nejprimitivnější pravé houby (Eumycota, též vlastní houby) vůbec. Jedná se pravděpodobně o přirozenou, monofyletickou skupinu, pokud se z chytridiomycet vyloučí taxony (oddělení) Neocallimastigomycota a Blastocladiomycota.

## Popis
Chytridiomycety mohou mít několik typů stélek, ty nejprimitivnější jsou jen váčkovitá sporangia bez přídatných orgánů, u jiných skupin se však přidávají různě složité rhizoidy. Nejsložitějším typem jsou druhy s tzv. cenocytickým myceliem, které připomíná podhoubí hub. Buňky jsou obvykle mnohojaderné. Buněčná stěna typická pro chytridiomycety je chitin, beta-1,3-glukan a beta-1,6-glukan; celulóza údajně u jednoho zástupce.
Množí se nepohlavně produkcí spor v rozmanitých sporangiích, ale bylo u nich nalezeno i mnoho druhů pohlavního rozmnožování. Zoospory se totiž mohou za určitých podmínek chovat jako gamety a fúzovat spolu za vzniku nového jedince. Jindy jsou však gamety již plně odlišené na základě velikosti či barvy; nejvyšším stupněm vývoje je zřejmě oogamie, kdy samičí gameta (oosféra) zůstává na svém místě v gametangiu a je oplodněna pohyblivými samčími gametami.

## Životní styl
Tato skupina je zřejmě primárně vodní, ale vyskytuje se ve velkém měřítku i v půdě. Samostatnou kapitolou jsou Neocallimastigomycota, dnes svébytné oddělení, které žijí v bachoru mnohých býložravých kopytníků.
Nachází se mezi nimi řada parazitických a saprofytických druhů. Parazitovat mohou na jiných chytridiomycetách, cévnatých rostlinách nebo i na hmyzu či obojživelnících. Ke známým parazitickým chytridiomycetám patří mimo jiné rakovinec bramborový (Synchytrium endobioticum) parazitující na bramborách, lahvičkovka (Olpidium), Batrachochytrium dendrobatidis (Bd) napadající žáby nebo Batrachochytrium salamandrivorans (Bsal) napadající mloky. V r. 1998 byla prokázána souvislost mezi vymíráním žab a infekcí tehdy ještě vědcům neznámou houbou chytridiomycetou. Až roku 1999 byla houba vědci popsána jako Batrachochytrium dendrobatidis a onemocnění touto houbou bylo nazváno chytridiomykóza. Onemocnění postihuje svrchní vrstvu pokožky obsahující keratin. Postižená kůže pak ztrácí své hlavní funkce. Batrachochytrium dendrobatidis způsobuje masové úhyny celých populací žab po celém světě, především v tropické Americe. Soudí se, že tato nákaza, dosahující rozměrů pandemie, způsobila vyhynutí až devadesáti druhů žab včetně ropuchy zlaté (Incilius periglenes) z Kostariky, nejméně tří zástupců rodu Atelopus ze Střední Ameriky a Venezuely, třinácti druhů létavek rodu Pseudophilautus ze Srí Lanky a pravděpodobně i obou druhů tlamorodek (Rheobatrachus) ze severní Austrálie. Houba Batrachochytrium salamandrivorans byla popsána až v roce 2010 v Nizozemsku, kde téměř vyhynul mlok skvrnitý (Salamandra salamandra). Retrospektivní vyšetření vzorků prokázala, že epidemie Bsal se objevila již v roce 2004 v západním Německu, nebyla však vědecky podchycena.